# Скакун Галатея
Скакун Галатея (лат. Cephalota galatea) — вид жуков-жужелиц из подсемейства скакунов. Реликтовый вид, населяющий южные и северные склоны Ферганской долины.

## Описание
Жуков-скакунов длиной 17-20 мм. Окраска тела варьирует от фиолетово-синей до сине-зелёной, с выраженным металлическим блеском. Голова крупных размеров с выпуклыми глазами, бороздчатая. Верхняя губа крупная, белого цвета. Усики нитевидные, тонкие, по длине достигают середины надкрылий. Переднеспинка суживается кзади, практически сердцевидная. Надкрылья по внешнему своему краю от плеча до вершины окаймлены белой полоской с 3-4 широкими округленными выемками. Нижняя сторона тела и ноги покрыты волосками белого цвета. Верхняя сторона тела голая, за исключением передних углов переднеспинки, покрытых редкими прилегающими волосками. Половой диморфизм выражен слабо.

## Распространение
Эндемик предгорий Кураминского, Чаткальского и Алайского хребтов, обрамляющих западную половину Ферганской долины (Кыргызстан, Узбекистан, Таджикистан). В начале XX века вид был весьма обычен. На юге Ферганской долины исчез в 1940-х годах.
В Кыргызстане в последнее время отмечены единичные находки в междуречье рек Гавасай и Сумсар. В Узбекистане населяет окрестности города Маргелан, посёлка Вуадиль, Кувасай, предгорья Чаткальского и Кураминского хребта. На севере страны известен лишь по малочисленным находкам.
Населяет сухие открытые биотопы на глинистых почвах в низкогорьях, пустынные ландшафты в предгорной зоне, с солонцеватыми участками, на высоте от 400 (в Кыргызстане — от 800) до 1100 м н. у. м.. Встречается спорадическими колониями, небольшими по численности и занимаемой площади.

## Биология
Даёт одно поколение в году. Жуки встречаются в начале лета. Фенология вида является зависимой от климатических особенностей года. Личинки не известны, имаго хищники, питаются некрупными насекомыми.

## Охрана
Занесён в Красную книгу Узбекистана в (категория VUr D2), Красную книгу Кыргызской Республики (I категория). Численность сокращается из-за хозяйственного освоения человеком целинных земель в пустынно-предгорной зоне, ирригационного строительства. В биотопически сходных местообитаниях, по-видимому, не выдерживает конкуренции с другими видами жуков-скакунов.